# Joseph Noulens
Joseph Noulens (ur. 29 marca 1864 w Bordeaux, zm. 9 września 1944 w Sorbets) – francuski polityk, przewodniczący Komisji Międzysojuszniczej dla Polski, szef Komisji Rozjemczej w czasie wojny polsko-ukraińskiej.

## Życiorys
W latach 1902–1919 był deputowanym a w latach 1920–1924 senatorem z departamentu Gers. Od 3 listopada 1910 do 2 marca 1911 pełnił funkcję podsekretarza stanu w Ministerstwie Wojny w rządzie Aristide'a Brianda. Od 9 grudnia 1913 do 9 czerwca 1914 zajmował stanowisko ministra wojny w rządzie Gastona Doumergue. Od 13 czerwca 1914 do 26 sierpnia 1914 był ministrem finansów w rządzie René Vivianiego. Między majem 1917 a marcem 1918 pełnił funkcję ambasadora Francji w Rosji. Opuścił Piotrogród po zawarciu przez rząd bolszewików separatystycznego traktatu pokojowego z państwami centralnymi. Od lipca 1919 do 20 stycznia 1920 zajmował stanowisko ministra rolnictwa i zaopatrzenia w rządzie Georges'a Clemenceau.